# Elsa Arokallio
Elsa Arokallio (Kurkijoki, Gran ducado de Finlandia, 18 de agosto de 1892 – Helsinki, Finlandia, 3 de octubre de 1982) fue una arquitecta finlandesa que trabajó parte de su vida para el Estado proyectando cuarteles y escuelas, también fue pionera en proyectar mobiliario de diseño.

## Primeros años
Elsa Arokallio era hija del político Gustaf Arokallio. Obtuvo el título de arquitecta en 1919 en la Universidad de Tecnología de Helsinki, en Finlandia. Tras graduarse estableció una firma de arquitectura junto con su marido, Erkki Väänänen, quien murió a los cuatro años de matrimonio y Arokallio continuó sola dirigiendo su empresa.

## Trayectoria
Durante el periodo de entre-guerras Elsa Arokallio trabajó para el Ministerio de Defensa en un momento en que el joven país escandinavo requería construir una sólida infraestructura estatal militar que abarcó cuarteles, comedores, hospitales y bases aéreas, entre otros. El Departamento Técnico del Ministerio de Defensa contrató a un importante número de arquitectas que contribuyeron a la transición de la arquitectura finlandesa del clasicismo al funcionalismo. De 1928 a 1939 nueve mujeres arquitectas trabajaron en el despacho dirigido por Torsten Elovaara, donde colaboraban también 14 hombres. En esta oficina, las mujeres se abocaron a los proyectos de vivienda, cuidados de enfermería y, jardinería. Elsa Arokallio dirigió junto con Ragnar Ypyä, Martta Martikainen y Aulis Blomstedt el diseño y construcción de “El Castillo” para albergar los cuarteles de la Academia de la Fuerza Aérea de Kauhava (1928). La arquitectura, de un estricto y elegante clasicismo, respondía al plan maestro axial y simétrico (el interior de este edificio fue transformado de manera significativa en 1980). Además colaboró en el diseño de la sede de la artillería costera en Lahdenpohja (1933). En la década de 1930 también trabajó con Elsi Borg.
Después de la Segunda Guerra Mundial, Arokallio formó parte del despacho com Könönen en Lahti en donde diseñó casas unifamiliares. De 1953 a 1959, trabajó en la Junta de Construcción de Finlandia donde construyó escuelas en Kokkola, Jakobstad, Tampere y Varkaus, obras de líneas rectas cuya funcionalidad y eficiencia es reconocible por el ritmo de la construcción y en las que la luz inunda las aulas.
Elsa Arokallio también diseñó mobiliario. Uno de sus trabajos más significativos en este rubro fue para las habitaciones de la sede del Parlamento de Finlandia (1931)—obra del arquitecto Johan Sigfrid Sirén (1889–1961)—, en donde se buscó mostrar las últimas tendencias del diseño finlandés para fortalecer la imagen pública del gobierno. El mobiliario del “Cuarto Gris” y del “Cuarto Amarillo”, reservados para las mujeres, fueron diseñados por Arokallio junto con la artista textil Marja Kansanen (1880–1957). En la década de los ochenta, tras ser declarado monumento, el edificio fue remodelado; en estas habitaciones la alfombra original y las cortinas no se conservaron, pero la artista textil Irna Kukkasjärvi se inspiró en ellas para la renovación.
Parte del legado de esta arquitecta pionera finlandesa, se encuentra en el Museo de Arte de Helsinki: donada en 1983, la Colección Elsa Arokallio contiene trabajos de sus amigos arquitectos, pinturas de Alvar Cawén y Marcos Collin, entre otros, así como algunos de sus dibujos y croquis.

## Obras
- Escuela Lisa Hagmanin (1925)

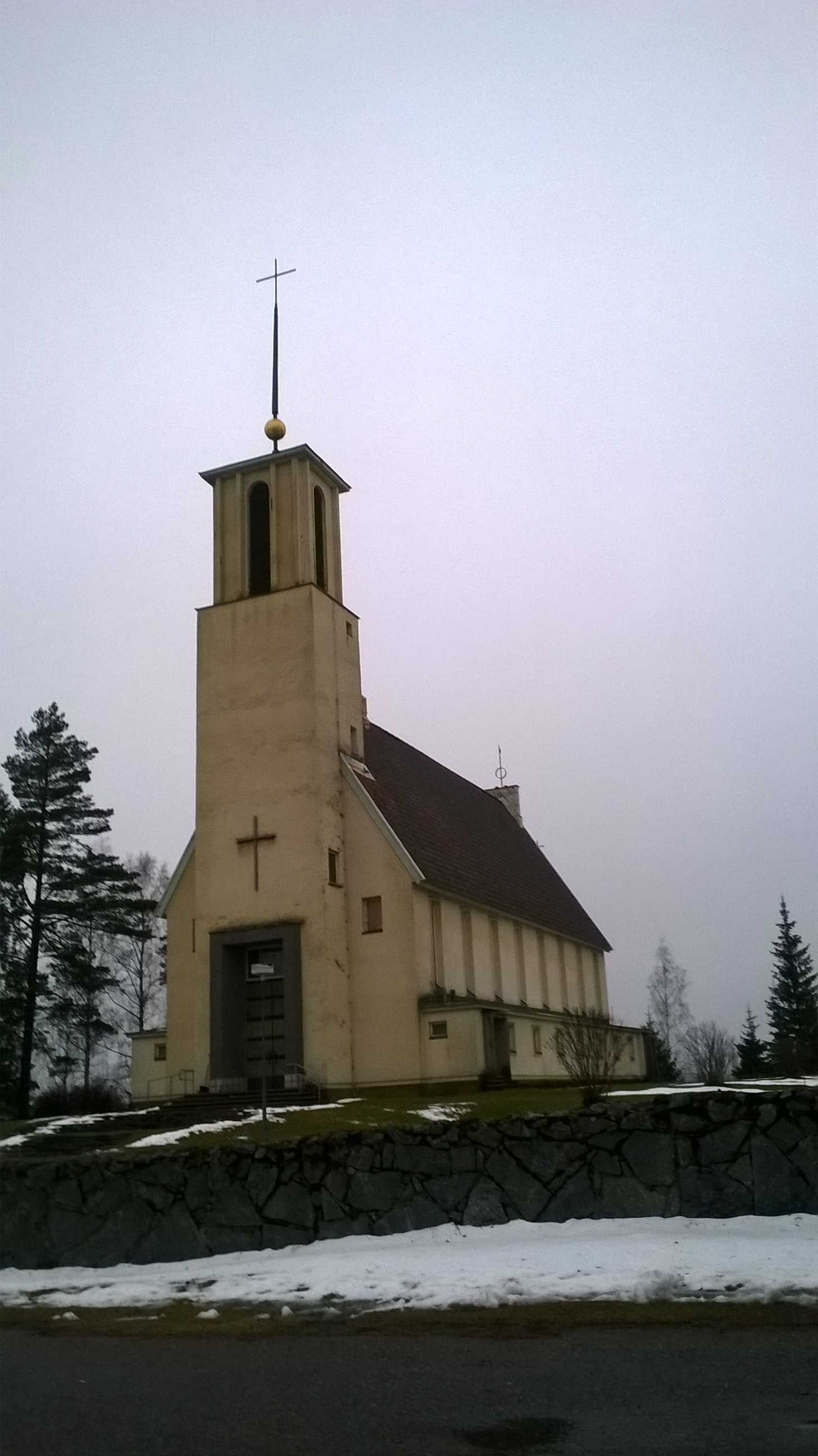
Iglesia de Simpele (1933).

- "El Castillo". Academia de la Fuerza Aérea de Kauhava, Finlandia (1928)
- Mobiliario para las habitaciones de la sede del Parlamento de Finlandia (1931)
- Sede de la Artillería Costera en Lahdenpohja (1933)
- Iglesia de Simpele (1933)
- Lahti Homeschool Homes (1950)
- Casa Johanna (1953)